# Romániai cigányok
A romániai cigányok (románul: țigani) a cigány nép Romániában élő népessége. Ők alkotják az ország harmadik legnagyobb etnikai csoportját a többségi románok és a magyar kisebbség után. A 2011-es népszámlálás adatai alapján lélekszámuk 621 573 fő volt, amivel az ország lakosságának 3,3%-át tették ki. Különböző becslések szerint ennél jelentősen magasabb a számuk, például az Európa Tanács 2022-es jelentése 1,85 millió főre teszi a lélekszámukat, ami a romániai népesség 8,32%-a. A romániai cigányság történelmét a négy és fél évszázadon át tartó rabszolgaság intézménye határozta meg és annak 1856-os eltörlése után is hátrányos helyzetű, a társadalom peremére szorult csoport maradtak. 

## Nevük
A román țigani név a görög Athiganoi kifejezésből származik, amelynek jelentése érinthetetlen, pogány, tisztátalan és eredetileg egy manicheista szekta elnevezése volt. Az országban a hivatalos iratokban a roma kifejezést használják. 2011-ben egy parlamenti képviselő javaslatot nyújtott be, amelyben a țigani változatot tette volna hivatalossá, azzal az indoklással, hogy a Romani (többes számú) elnevezés a cigányokra könnyen összetéveszthető az ország nevével (Romania). A Román Tudományos Akadémia támogatta a javaslatot és a parlament alsóháza is megszavazta a tervezetet, a felsőház viszont végül elutasította a névváltoztatást.

## Történelmük

### Cigány bevándorlás a mai Románia területére

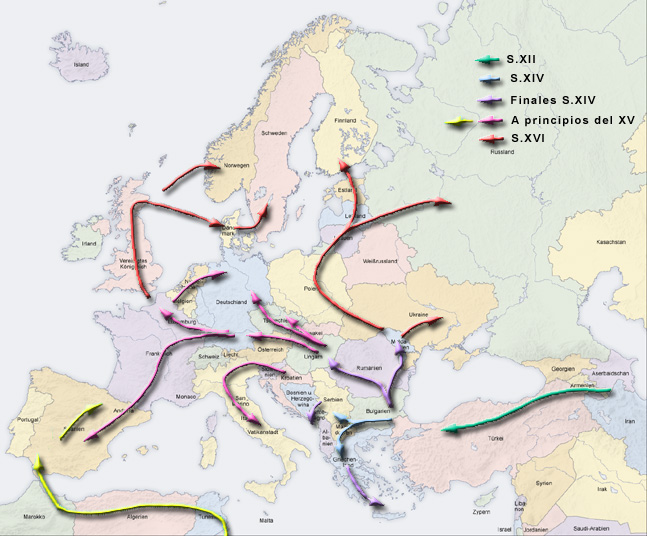
Roma bevándorlás Európába

A cigányság eredetének vizsgálata során állandó probléma az írott források hiánya, így a történészek elsősorban nyelvészeti bizonyítékok alapján követték le vándorlásuk útvonalát. A cigány nyelv rokonsága alapján hazájuk India északnyugati vagy középső részén lehetett, majd Perzsián és Bizáncon keresztül jutottak el Európába a 14. század során, beépítve a tranzitországok egyes szavait nyelvükbe. Ez a vándorlás alapvetően spontán jellegű volt, esetenként egy-egy háború, illetve az oszmán előretörés előli menekülés határozta meg az irányt. A Balkán félszigetre érkezett cigányok egy része északnyugati irányban tovább haladt Európa többi országa felé, egyes roma csoportok pedig észak felé indulva átkeltek a Dunán és a mai Románia területére, a Havasalföldi fejedelemségbe érkeztek. A cigányok első említése egy 1385-ös havasalföldi kancelláriai oklevélből származik, amelyben I. Dan fejedelem egy birtokkal együtt 40 cigány családot is adományozott a tismanai kolostornak. A 15. században a korabeli dokumentumok tanúsága szerint már minden nagyobb kolostor és jelentősebb román nemes (bojár) rendelkezett cigány rabszolgával. A másik román fejedelemségbe, Moldvába kicsivel később érkeztek meg a cigányok, itt az első említés 1428-ból, I. Jó Sándor fejedelem egyik adományozó leveléből származik. Sándor uralkodása során később egy havasalföldi hadjárata után 17 000 cigány rabszolgát hozott haza királyságába.

### A rabszolgaság korszaka Havasalföldön és Moldvában

#### A rabszolgaság kialakulása

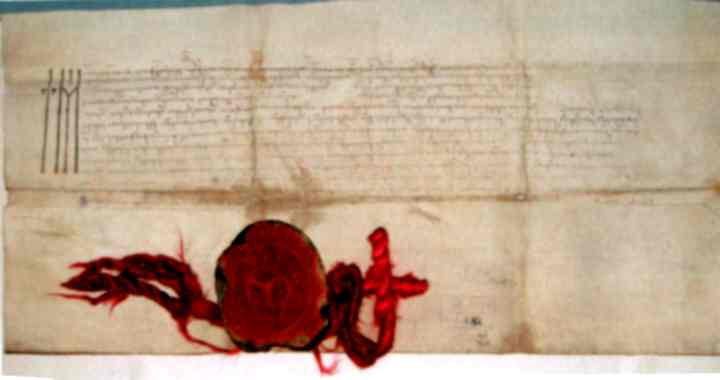
III. István moldvai fejedelem 1487-es adománylevele, amelyben cigányokat adományoz a radóci püspökségnek

Romániában már a cigányság érkezése előtt is létezett a rabszolgaság intézménye, a szláv eredetű névvel holopoknak nevezett tatár foglyok és leszármazottaik tartoztak ebbe a társadalmi kategóriába. Valószínűleg a román területre érkező cigányok az országba lépés előtt sem voltak szabad emberek, a feltételezések szerint többségük már eleve bizánci, bolgár, vagy szerb tulajdonban állt. A cigányok megérkezésükkor kivétel nélkül rabszolga státuszba kerültek Havasalföldön, Moldvában és a két román fejedelem erdélyi birtokain is. A 15. század második felében a tatár szolgák beolvadtak a többségi társadalomba és a romák közé, ezt követően a cigány kifejezést a rabszolga szinonimájaként használták.

#### Rabszolga kategóriák

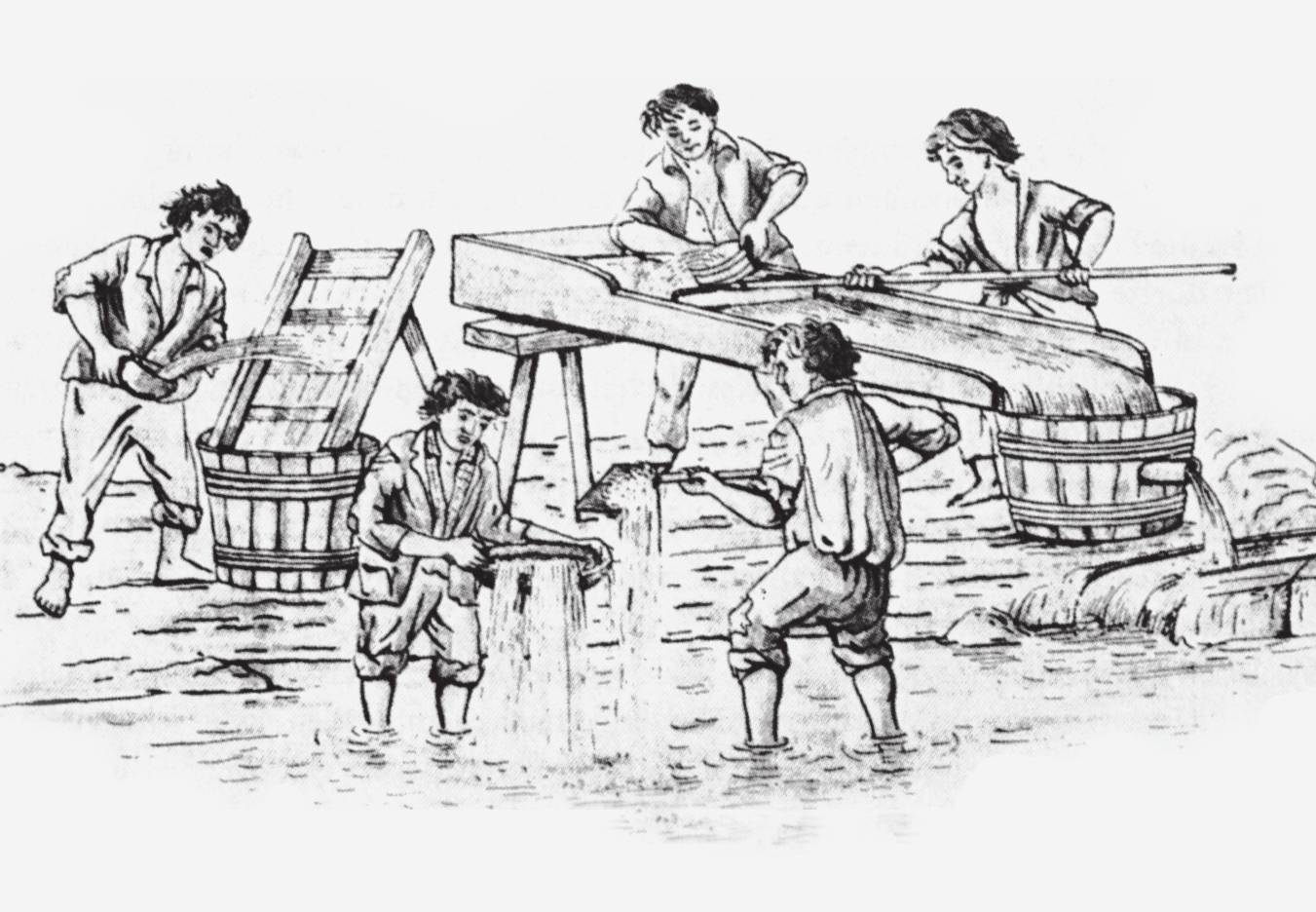
Aranymosó cigányok, 1850

A cigányokat elsősorban az alapján kategorizálták be, hogy kinek a tulajdonában álltak. A fejedelmi rabszolgák (később „gazdasági cigányoknak” is nevezték őket) az uralkodó tulajdonát képezték és a romák közül az ő helyzetük számított a legjobbnak. Néhányan közvetlenül a fejedelmi udvarban dolgoztak, de többségük az országban vándorolva űzte mesterségét, pénzt fizetett a királynak és elvégezték a rájuk kiosztott munkákat. A 19. század elején Mihail Kogălniceanu történész leírása szerint teknővájó (spoitori), aranymosó (zlătari), medvetáncoltató (ursari), kanalas (lingurari) és a különböző kovács (fierari) és kézműves munkákat végző sátoros cigányok álltak az uralkodó tulajdonában. Ha gazda nélküli cigány érkezett az országba, automatikusan a király tulajdonává vált.
Az ortodox egyház adományként kapott rabszolgákat a fejedelem és a nemesek felajánlásainak részeként, a nagyobb kolostorok több száz cigány felett is rendelkezhettek. A rabszolgák az egyház birtokain végeztek alkalmi mezőgazdasági munkákat, fát vágtak, vagy kézműves termékeket készítettek. A legsúlyosabb kizsákmányolás az éhbérért dolgoztatott mezőgazdasági munkásokat érintette. 
A bojárok tulajdonában lévő cigányok alkották a harmadik nagy csoportot, a román nemesek szolgálataikért cserébe kapták őket az uralkodótól, vagy vásárolták őket. Birtokaikon olcsó munkaerőként hasznosították a romák egy részét, hogy kiegészítsék jobbágyaik termelését, a többi roma pedig csoportokban vándorolt szerte az országban, kézműves munkákat végeztek és állandó összeget fizettek a nemesnek. A cigányokat elcserélhették, eladhatták és örökölhették is. Egy bojár család fontos státuszszimbóluma volt az általuk birtokolt szolgasereg nagysága. 
Külön csoportot alkottak az úgynevezett „félkegyelmű cigányok” (cocalari), akik nem voltak regisztrálva a rendszerben, szélsőséges nyomorban éltek, még rendes sátrakkal sem rendelkeztek. Kizárólag fosztogatásból, tolvajlásból és koldulásból éltek, komoly fenyegetést jelentve a közbiztonságra. 

#### A rabszolgák helyzete

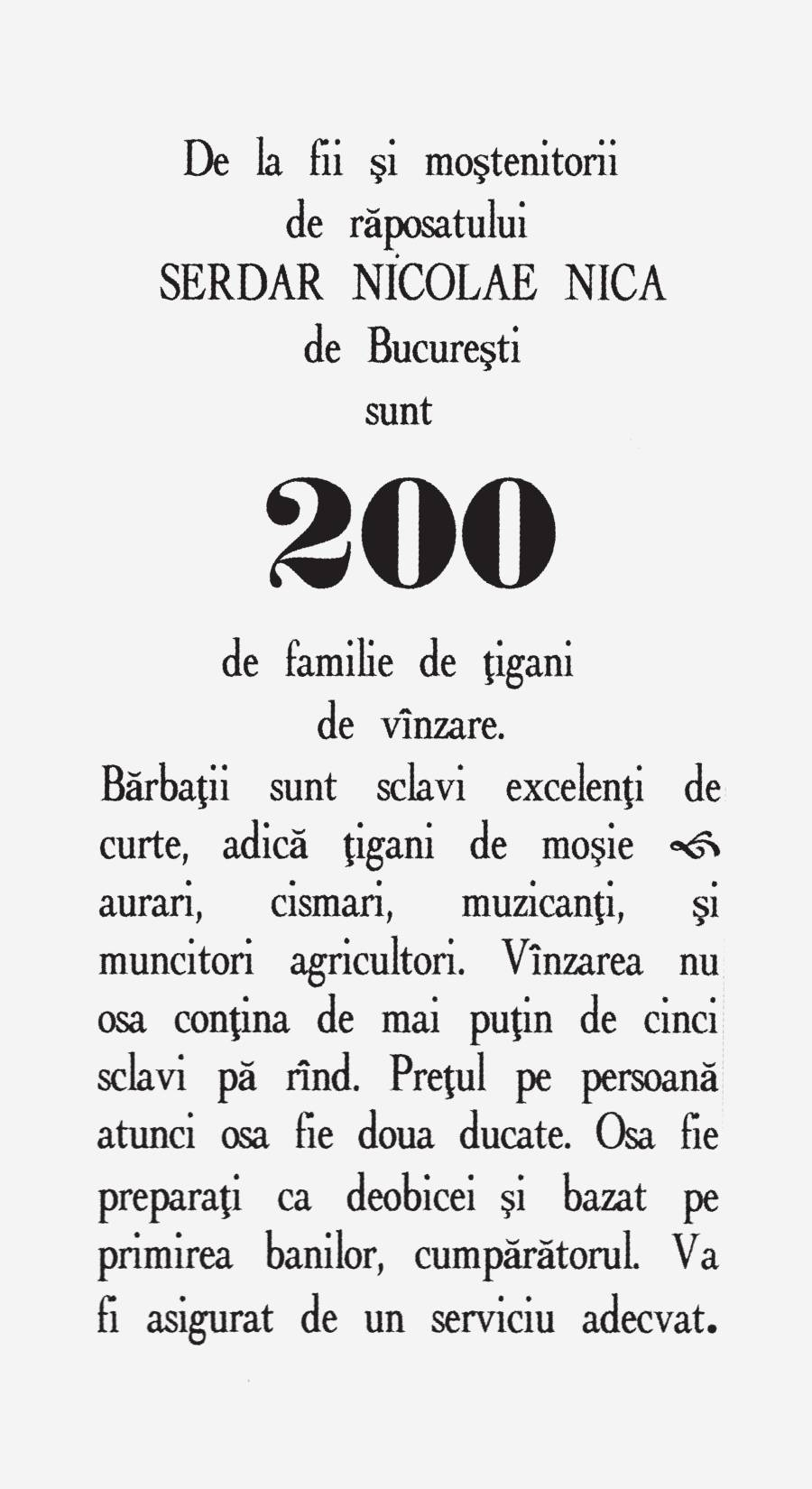
200 cigány családot eladásra kínáló újsághirdetés a bukaresti Luna újságban, 1845

A cigányok társadalmi státusza jelentősen alacsonyabb volt, mint a jobbágyoknak, nem számítottak jogi személynek, hanem ingóságként dokumentálták őket. A rabszolgaság gyakorlatát eleinte a szokásjog szabályozta, majd a bizánci jogrendet követték. A törvények szerint az úr szabadon rendelkezhetett rabszolgájával, veréssel és elzárással büntethette, de nem ölhette meg. Az ugyanahhoz a birtokhoz tartozó romák belső nézeteltérései esetén saját cigány vajdáik és bíróik ítélkeztek. Ha egy cigány megölt egy másik birtokhoz tartozó cigányt, általában kárpótlásként a gyilkost odaadták a kárvallott nemesnek. A különböző tulajdonban lévő cigányok közötti házasságot igyekeztek tiltani, a pár egybekelését semmisnek nyilvánították, szétválasztották őket és ha a kapcsolatból születtek gyerekek, elosztották őket a két birtokos között. Vegyesházasságok esetén a szabad státuszú fél is rabszolgává vált, illetve gyermekeik is már annak születtek. Gyakran előfordult a kegyetlen bánásmód, egyes cigány munkásokkal olyan nyakörveket viseltettek, amelyeket belülről fémtüskék borítottak, hogy viselője ne tudjon lefeküdni pihenni munka közben. Mihail Kogălniceanu, aki befolyásos 19. századi román történészként és politikusként a rabszolgaság eltörlésének egyik fő támogatója volt, úgy fogalmazott, hogy egy vidéki moldvai kisvárosban, Jászvásáron felnőve állandó látvány volt számára a cigányok láncra verése, véresre korbácsolása, tűz fölé lógatása és meztelenül a hóba kizárása. A legrosszabb helyzetben lévő csoportok körében gyakran előfordultak szökések, a szökevények célja általában a biztonságosabb Erdély volt.
Annak ellenére, hogy a cigányok a társadalom annyira jelentős részét alkotják, a lakosság többi része a legnagyobb megvetéssel bánik velük, talán valamivel jobban, mint az állatokkal; ha a lakosság közül valakit »cigánynak« hívnak, az nagyobb sértés, mintha »tolvajnak« kiáltották volna ki.

### Felszabadítás

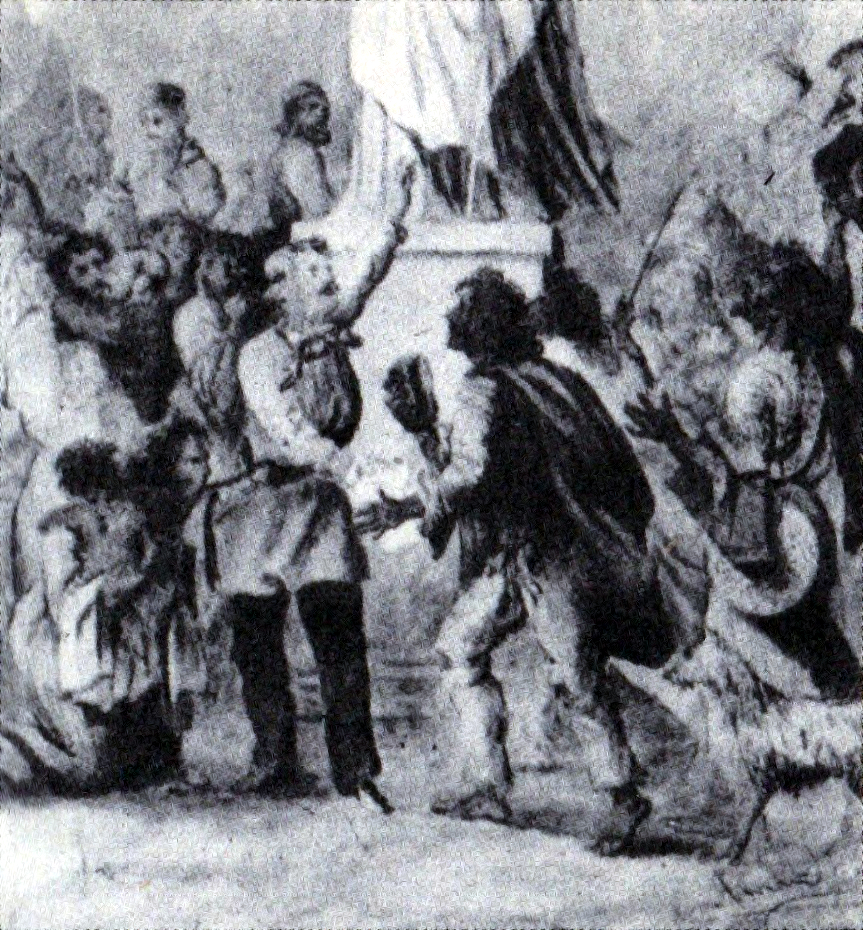
A roma rabszolgaság eltörlése az 1848-as havasalföldi forradalom során

Havasalföldön és Moldvában csak nagyon lassan nyert teret a rabszolgák felszabadítására irányuló törekvés. A 19. század elején ugyan egyetértés volt a társadalomban, hogy fontos az ország modernizálása, de általában csak a parasztok és a céhek helyzete került reflektorfénybe, a cigánykérdést sokadrangúnak tekintették a reformerek is. Nehezítette a helyzetet, hogy az országot iránytó elitet, a nagybojárságot és az egyház vezetését gazdasági érdek fűzte a rabszolgaság fenntartásához. Az 1840-es évektől kezdve megjelent egy nyugaton tanult fiatal bojárokból álló értelmiségi réteg, akik magukkal hozták a francia forradalom eszméjét és támogatták a rabszolgaság eltörlését. Ezzel párhuzamosan az ortodox papság körében is megjelent egy reformer mozgalom, számos pap a direktívával szembe menve megkereszteltek cigányokat és a keresztényi tanítások alapján érveltek a felszabadítás mellett. Jelentősen nőtt a nemzetközi nyomás is, a külföldi utazókat megdöbbentette a rabszolgaság sötét és barbár intézménye és útleírásaik befolyásolták a nyugati és a román közvéleményt is. Fontos hatása volt az amerikai feketék abolicionista mozgalmának is a romániai helyzetre, a Tamás bátya kunyhója című könyv nagy népszerűségre tett szert az országban. A közvélemény alakulását befolyásolta a „jó cigány” alakjának megjelenése a román irodalomban, ide tartozik például Cezar Bolliac Bojárleány és cigányleány című verse is. Egyre nagyobb közfelháborodást váltottak ki a jelentősebb városokban lezajló és a korszakban éppen növekvő méretű látványos rabszolgavásárok is.

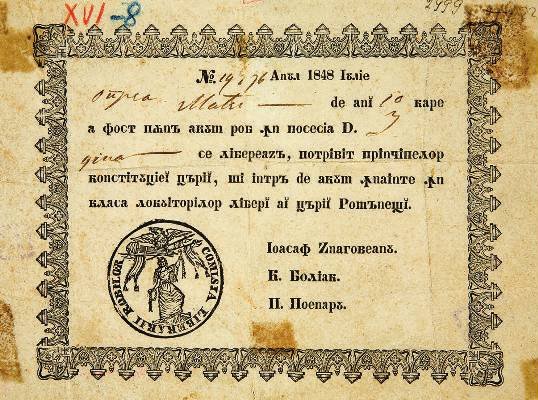
Cigány szabadságlevél 1848-ból

A rabszolgaság intézményének megszüntetése egy nagyjából 2 évtizedes folyamat volt. Először a bojárokat kötelezték arra, hogy a tulajdonukban lévő rabokat letelepítsék a birtokaikon, hogy előkészítsék az asszimilációt. 1843-ban Havasalföldön, 1844-ben pedig Moldvában az országgyűlés megszavazta az állam tulajdonában álló cigányok felszabadítását, ezt követte az egyházi rabok kategóriájának megszűnése 1847-ben. Az 1848-as havasalföldi és moldvai forradalom vezetői abolicionisták voltak, uralmuk alatt létrehozták a Rabszolga Felszabadítási Bizottságot és szabadságlevelet adtak az összes magánkézben lévő rabnak, azonban miután a felkelést leverték az orosz és oszmán csapatok, a cigányok visszakerültek korábbi helyzetükbe. A társadalom ekkor azonban már egyértelműen a rabszolga-felszabadítás mellett állt, így törvényekkel fokozatosan javították a cigányok helyzetét. Végül IV. Gergely moldvai fejedelem 1855. december 10-22-én kiadta a „rabszolgaság megszüntetéséről, a megváltás szabályozásáról szóló és a megszabadított cigányok adózását előíró törvényt”, nemsokkal később pedig Barbu Știrbei havasalföldi fejedelem 1856. február 8-20-a között aláírta a „Havaselve fejedelemség törvénykönyve az összes cigányok felszabadítására” című dokumentumot, véget vetve a rabszolgaságnak. Az állam kárpótlást fizetett a tulajdonosoknak. A felszabadítási törvények végrehajtása során becslések szerint mintegy 250 ezer ember, a romániai lakosság 7,1%-a vált szabaddá.

### Kivándorlási hullám

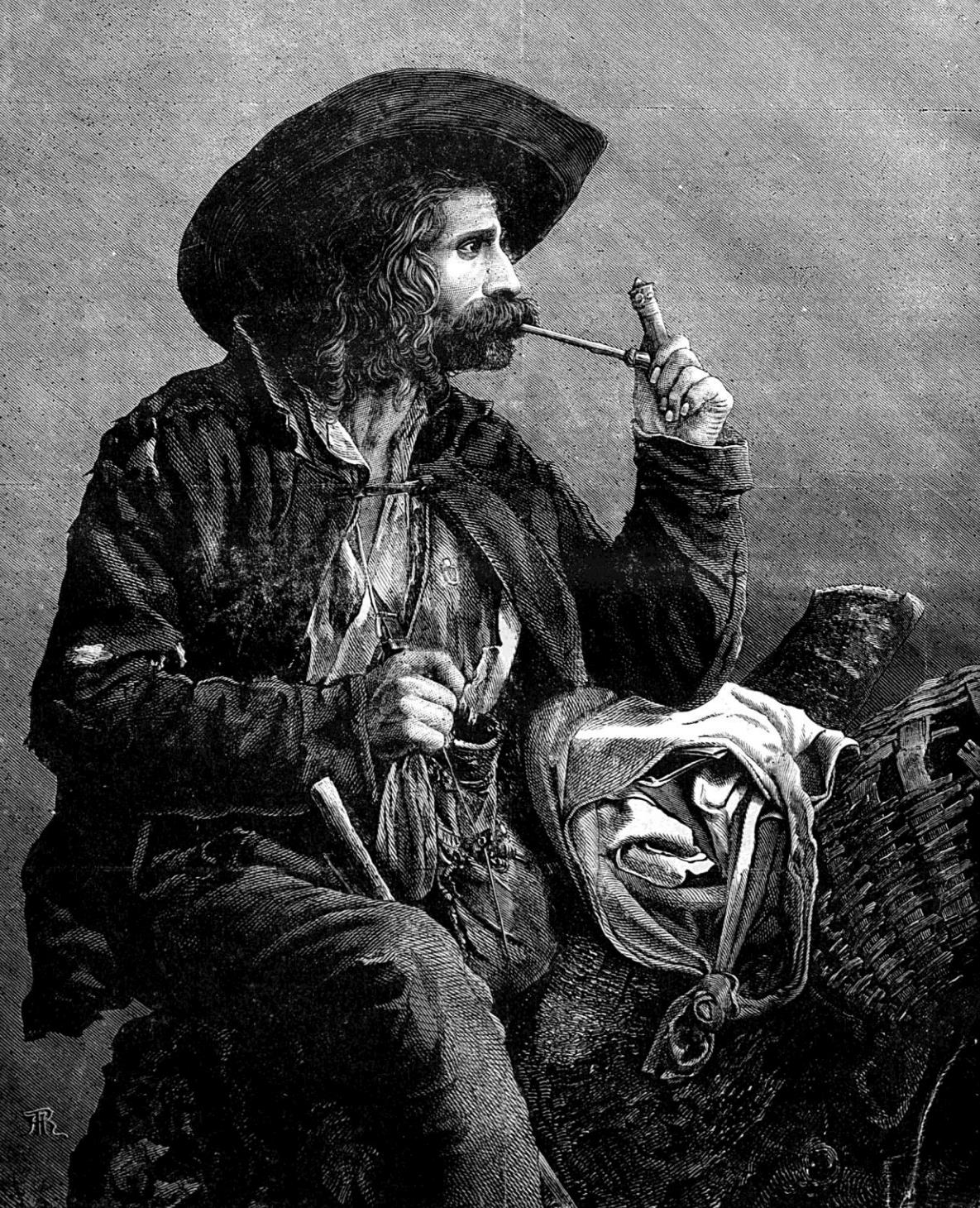
Romániából kivándorolt oláh cigány 1890-ben

A rabszolgafelszabadítás után a két román állam megkísérelte letelepíteni a cigányság még vándorló életmódot folytató részét, ezzel integrálva őket a társadalomba. A szigorú szabályok komoly feszültséget generáltak és a 19. század második felében nagyon sok roma a kivándorlás mellett döntött. Ez a vándorlási hullám léptékében a nagy 14. századi migrációhoz hasonlítható, számos cigány telepedett le a szomszédos országokban. Magyarországon ezt a csoportot oláh cigányok néven ismerik. A román ajkú cigányok eljutottak Oroszországba, Skandináviába, Németországba, sőt Angliába is.

### A cigányság Erdélyben (1400 – 1918)
A cigányokat említő első dokumentum Erdélyben 1400 körül keletkezett. A Magyar Királysághoz tartozó területen alapvetően nem létezett a cigány rabszolgaság intézménye, de ez alól hosszú időn át kivételt képeztek a román fejedelmek erdélyi birtokai, például Fogarasföld. A középkorban a cigány lakosság nagy többsége szabadon élt, „királyi jobbágy” státuszban álltak és egyfajta etnikai autonómiával bírtak. Közvetlenül a királynak adóztak és közmunkát végeztek, cserébe menlevelet kaptak vándorlásukhoz, nem tartoztak a nemesi közigazgatás alá és toleranciával kezelték azt, hogy eleinte nem voltak keresztények. Ha egy vándorcigány letelepedett, elvesztette az előjogait és a jobbágyság részévé vált.
A cigánykérdéshez való állami hozzáállás Erdély Habsburg uralom alá kerülése után változott meg jelentősen. Mária Terézia uralkodása alatt komoly összeírásokat végeztek a lakosság körében, 1772-ben megállapították, hogy az erdélyi lakosság 2,55%-át alkotják a romák. A felvilágosult uralkodónő a cigányokat olyan antiszociális életformát folytató kisebbségnek tekintette, amelyet asszimilálni kell a többségi társadalomba. A dokumentumokban a cigány elnevezés helyett az „új-parasztok” kifejezést vezették be. Elrendelte helyhez kötésüket, betiltotta a cigány nyelv használatát, öltözködési szabályokat vezetett be, megkezdődött a cigány gyerekek elvétele szüleiktől, és minden 16 éves fiút elvittek katonának. II. József uralkodása alatt még jobban felerősödtek ezek a törekvések, törvénybe foglalta minden születő roma gyerek szétosztását a környező falvakban nevelőszüléknél és betiltotta a cigányok közötti házasságot. Ezek a törekvések csak mérsékelt sikereket hoztak és a II. József halála után következő uralkodók már nem foglalkoztak az asszimilációval. A 19. század folyamán azonban már állami beavatkozás nélkül is csökkent a vándorlók száma, egyre többen döntöttek a letelepedett kézműves életforma mellett.

### Cigányok Bukovinában (1775 – 1918)

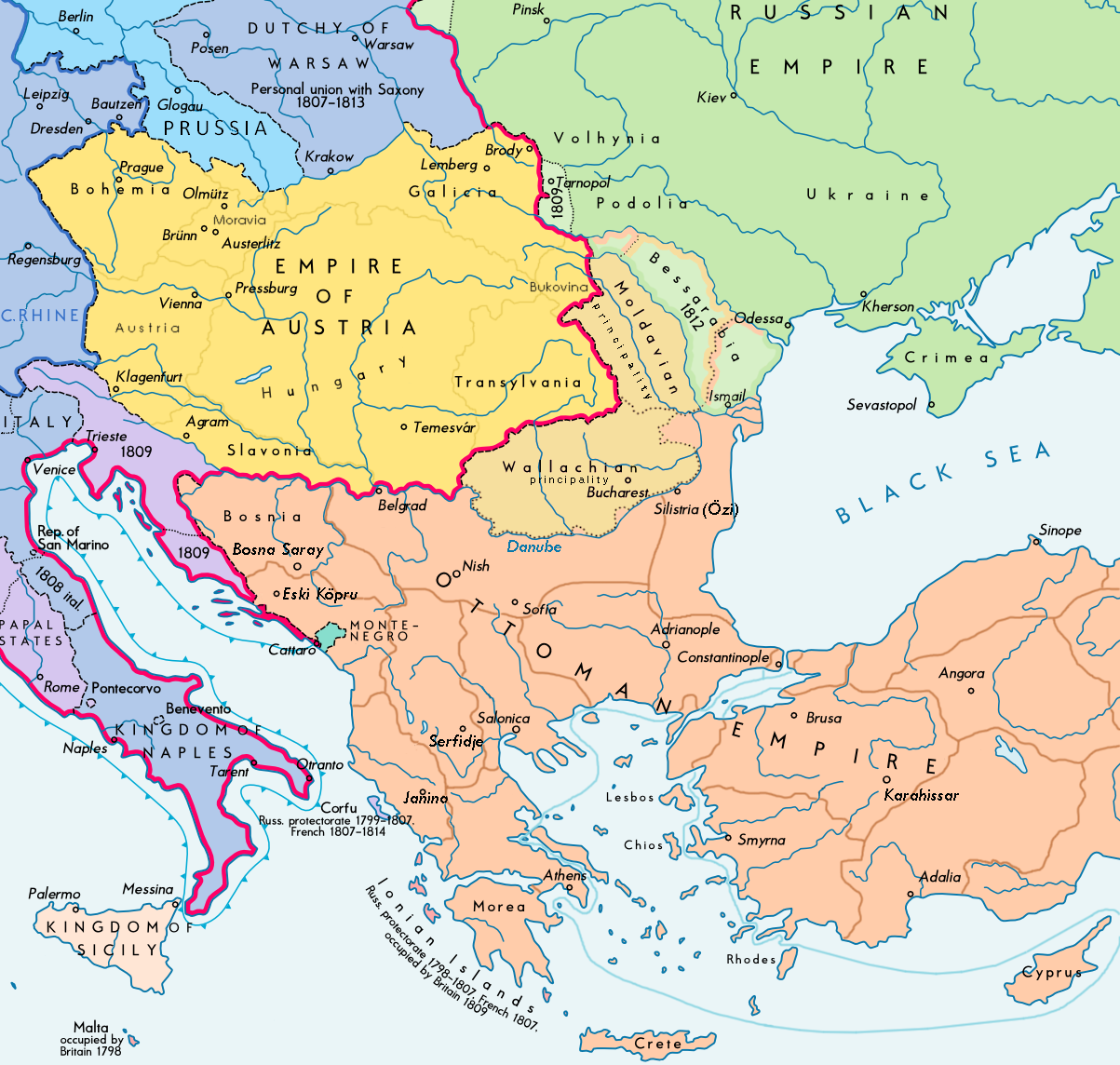
A románok lakta területek és a környező országok 1812-ben

1775-ben a Moldvai Fejedelemség északi része, Bukovina Habsburg fennhatóság alá került. A területen az osztrák uralom kezdetén létezett a cigány rabszolgaság mind a három kategóriája és amikor II. József az 1780-as években a felvilágosodás jegyében megszűntette a rabszolgaság intézményét, a bojárok és az egyház rendkívül heves ellenállásával szembesült. A birodalom vallásellenes környezetében az ortodox klérus ellenkezését hamar letörték és a román nemesek petíciói ellenére a romák az évtized végére föld nélküli parasztokká váltak.

### Cigányok Besszarábiában (1812 – 1918)
1812-ben a Moldvai Fejedelemség keleti részét Besszarábia néven az Orosz Birodalom annektálta. A rabszolgaság intézménye nagyjából változatlanul működött tovább, habár a cári hatóságok igyekeztek letelepedésre bírni a sátrakkal vándorló, fafaragásból és rézművességből élő népességet. Amikor Oroszországban 1861-ben megszüntették a jobbágyságot, a rabszolgaság intézményét is eltörölték Besszarábiában.

### A két világháború között

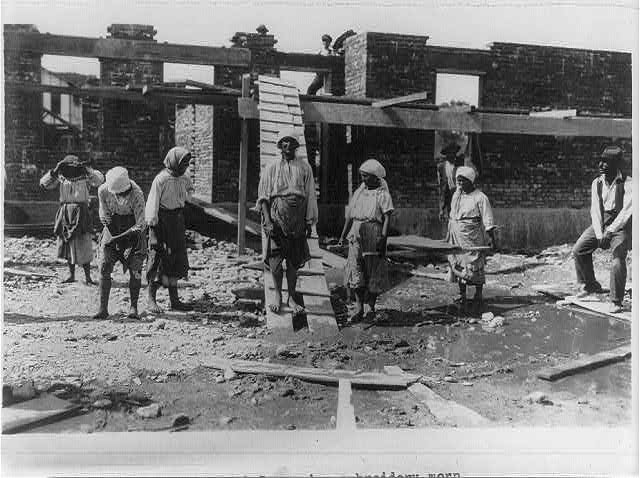
Olajmezőn dolgozó cigány asszonyok, 1925

Az első világháború után Erdélyt elcsatolták Magyarországtól és létrejött Nagy-Románia. Az új ország első népszámlálása 265 500 cigányt számolt össze. A 20. század elején az iparosodás és az olcsó árucikkek terjedésével rohamosan csökkenni kezdett a kereslet a romák hagyományos kézműves termékei iránt, így az egész cigány életforma válságba került. Egész teknővájó és kovács közösségek tűntek el, a román mesteremberek rétegének megjelenésével a téglavetők váltak feleslegessé, a medvetáncoltatók munkája az Állatvédő Társaság tiltakozása miatt lehetetlenült el, a gramofonok és rádiók elterjedésével pedig a zenészek száma is csökkenni kezdett. Ennek a folyamatnak az eredményeként sokan elszegényedtek, sokan pedig mesterséget váltottak. Népszerűvé vált körükben a vándorkereskedelem, házalás, többen pedig napszámos munkákat vállaltak. Egyre többen telepedtek le és így felerősödött az asszimiláció, a románajkú területeken elrománosodás, a magyarnyelvű térségekben pedig elmagyarosodás vált jellemzővé. Ebben az időszakban a társadalomban is sokkal pozitívabb kép élt a cigányokról, aktívan támogatták az integrációjukat, megnőtt a társadalmi mobilitás. Ugyanakkor a cigányok egy csoportja továbbra is ragaszkodott vándorló életmódjukhoz, feszültségeket generálva.

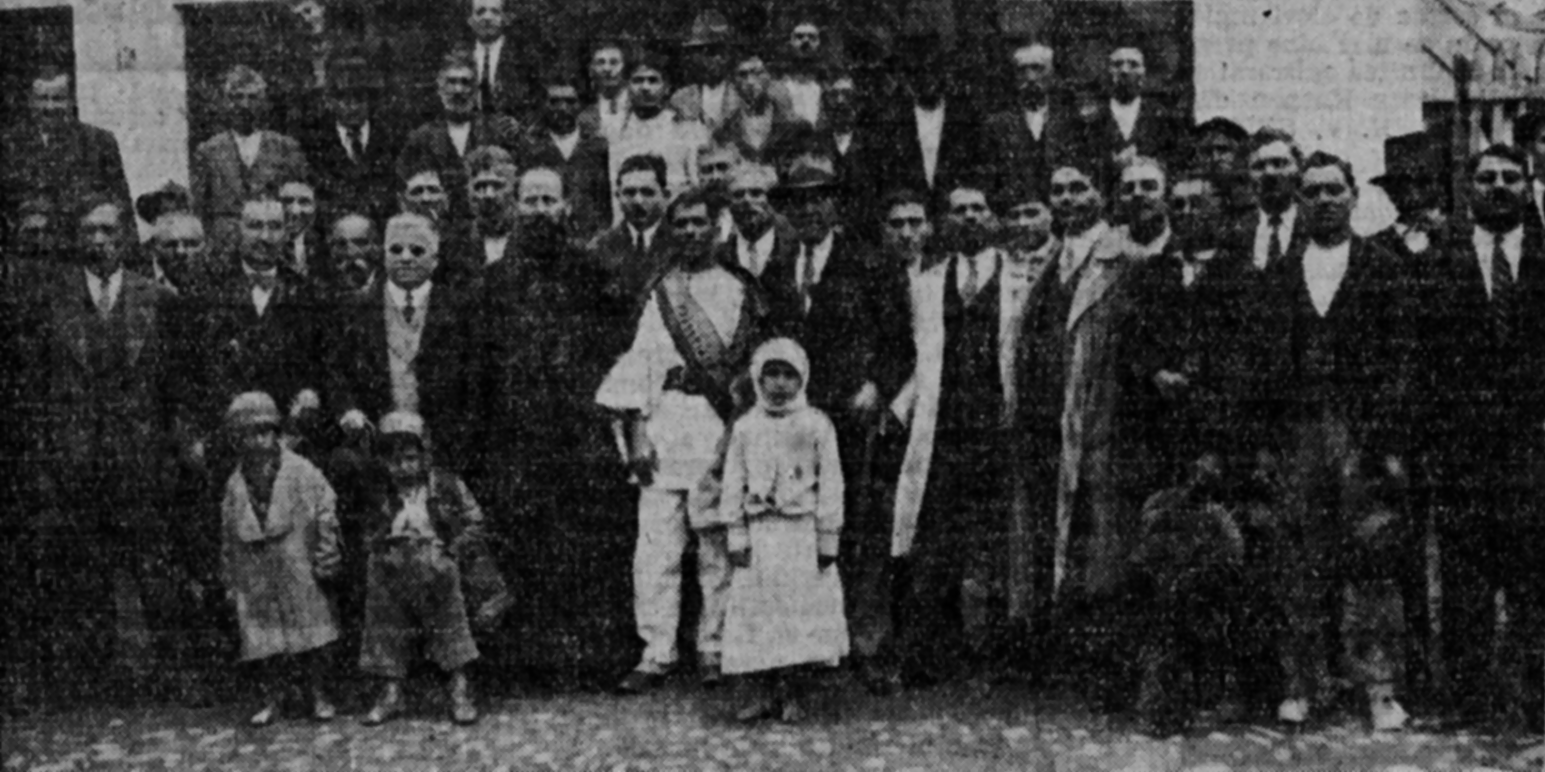
A Romániai Cigányok Általános Szövetségének gyűlése, 1933

A cigányok egy csoportja meggazdagodott és a román történelemben először kialakult egy olyan roma értelmiségi réteg is, ami a szegénységből való kiemelkedés után is megőrizte különálló identitását. A két világháború közötti kedvező időszakban ez a csoport számos érdekképviseleti és kulturális szervezetet alakított ki, ezt a folyamatot a „szervezkedés” néven emlegették. Az 1930-as évekre egy erős emancipációs mozgalom bontakozott ki. A muzsikusok az ország városaiban létrehozták „A zenélő ifjúság” nevű hálózatukat, 1933-ban pedig Calinic I. Popp Şerboianu megalapította a Romániai Cigányok Általános Szövetségét, amely tanfolyamok és a nomád csoportok esetében mozgó iskolák segítségével igyekezett visszaszorítani az analfabétizmust és a nevelés segítségével csökkenteni a bűnözést. Céljuk közé tartozott ezen kívül a cigány folklór összegyűjtése és megőrzése is.

### Az Antonescu-rezsim alatt

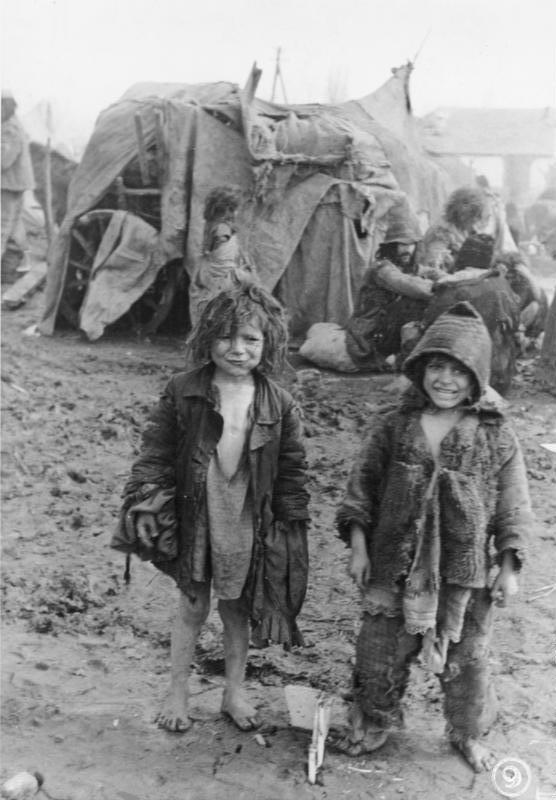
Dnyeszteren túlra deportált cigány gyerekek Tiraszpolban, 1944

Az 1940 előtti évtizedekben a közvélemény keveset foglalkozott a cigányokkal, így csoportjuk nem került az erőszakos románosítás célkeresztjébe sem. Csak marginálisak voltak azok a hangok, amelyek a zsidók mellett a cigányokat nevezték meg a román faj tisztaságát fenyegető veszélyként. A helyzet radikálisan megváltozott 1940-ben a fasiszta Ion Antonescu és a Vasgárda hatalomra kerülése után, a Hitlerrel szoros kapcsolatokat ápoló miniszterelnök az ország etnikai megtisztítását tűzte ki célul. 1941-ben első lépésként kitiltották a romákat a fővárosból, Bukarestből, majd a statisztikai hivatal összeírta a problémásnak ítélt cigány elemeket. 1942 nyarán az összes vándorló cigányt és a letelepedettek egy részét, összesen mintegy 25 000 embert erőszakkal a Dnyeszteren túlra deportáltak. A cigányság fennmaradó részét ez után már nem érintették korlátozások, a roma férfiakat a románokhoz hasonló módon besorozták a hadseregbe. A kitelepítetteket a náci hadsereg által megszállt zónába, a Dnyeszter és a Déli-Bug között elterülő vidékre szállították, a mai Ukrajna területére. Az apró településeken összezsúfolt embereknek nem biztosítottak munkát, nem volt orvosi ellátás és kevés volt az élelem. A deportálás ideje alatt a realisztikus becslések szerint az internáltak mintegy fele meghalt az éhezéstől és a fagytól. Az eseménysorozatot a cigányok elleni népírtás, a porajmos részének tekintik.
A cigányok helyzete általában borzalmas, szinte elképzelhetetlen. A nyomor miatt néhányan már csak árnyékuk önmaguknak, csaknem elvadultak. A rossz szállás, a hiányos táplálkozás és a hideg miatt kerültek ilyen állapotba. Az éhezés lopásra kényszeríttette őket, megrémítve az ukránokat. Otthon egyes cigányok megszokásból loptak, itt, az otthon tisztességes cigány is lopni kezdett, mert az éhezés rákényszeríttette erre a szégyenletes cselekedetre. 

### A kommunista rendszer alatt

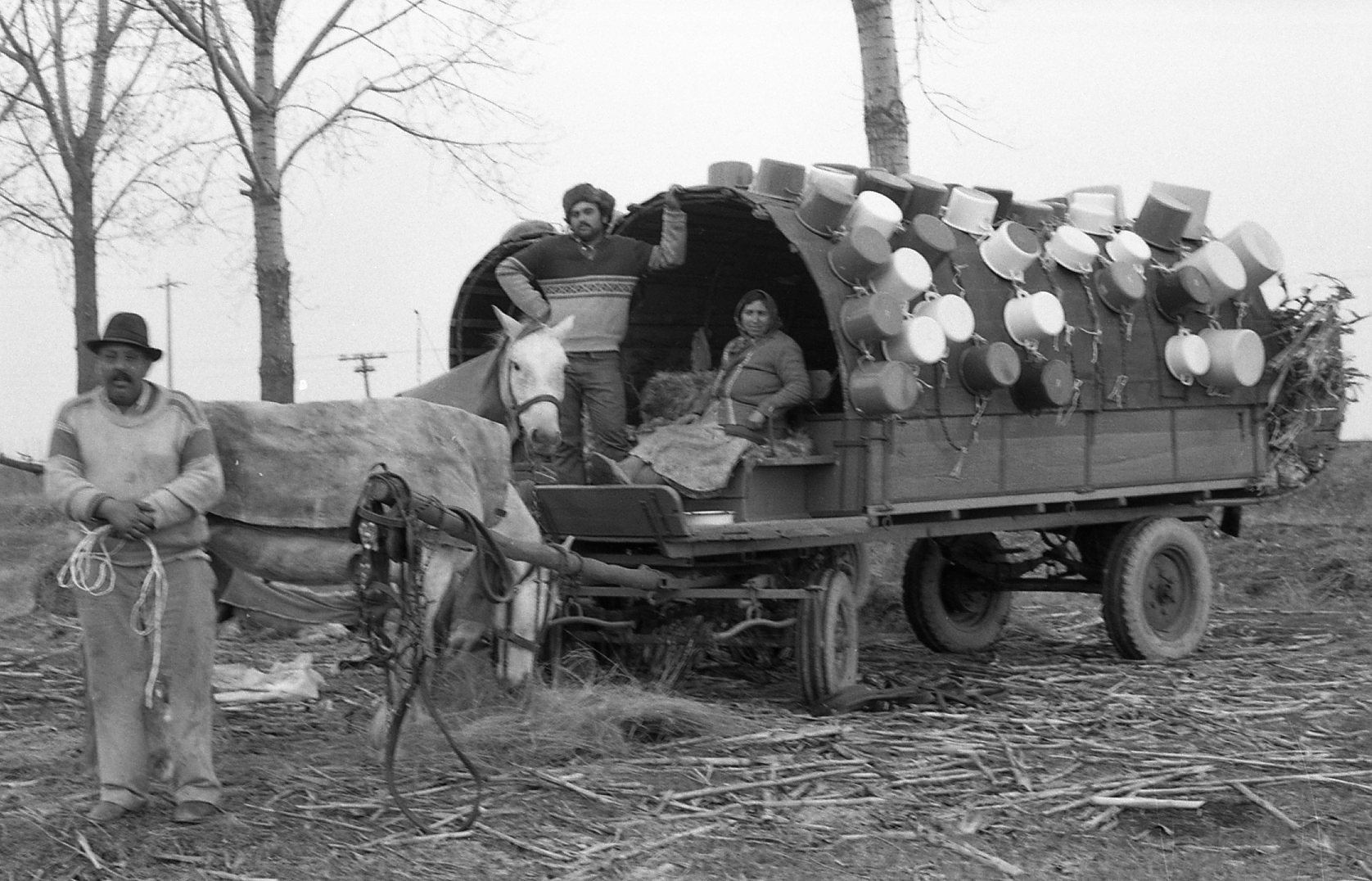
Erdélyi romák 1988-ban

A második világháború után kiépült totalitáriánus kommunista rendszer nem tekintette külön nemzetiségnek a cigányokat, semmilyen hivatalos politika nem foglalkozott velük külön. Az új rendszer megalakulásának számos roma a kedvezményezettje volt, az új vezetés igyekezett hozzá hű alacsony származású embereket magas pozícióba helyezni, ennek köszönhetően több cigány is bírói és rendfenntartói pozícióba került. A kommunista éra alatt valósult meg a vándorló életmód megszüntetése. A hatóságok 1977-es becslése szerint még 65 000 félig nomád és nomád cigány járta az országot, többségüket a nagyvárosokban telepítették le. Számos rossz állapotú cigánytelepet felszámoltak, lakóikat pedig panelházakban, illetve Erdélyben egyes esetekben a kitelepített szász kisebbség üres házaiban helyezték el. Sok roma alacsony képzettségű gyári munkás lett, illetve idénymunkákat végzett a termelőszövetkezetekben, a városokban pedig a köztisztasági feladatokat (utcaseprés, kukások) a korszakban szinte kizárólag cigányok végezték. Fontos maradt továbbra is a kereskedelem, a házalás mellett a városok feketepiacainak is jelentős szereplői voltak.

### A rendszerváltás után

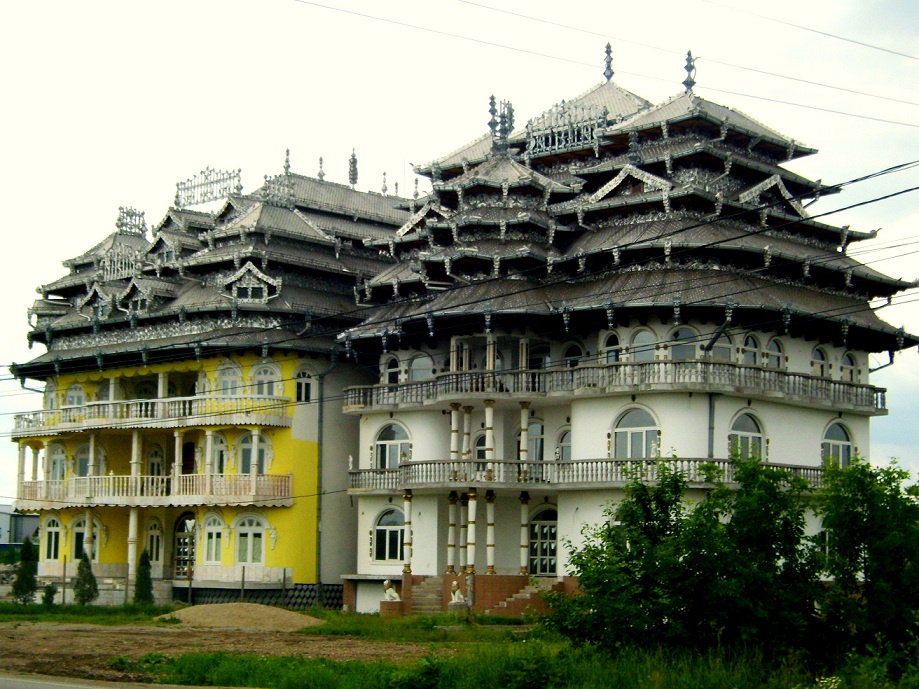
„Cigánypaloták” Aranyosgyéresen

1989 után Románia demokratizálódott és áttért a piacgazdaságra. A rendszerváltást követő időszakban felerősödött a romák szegregációja és meredeken nőtt a munkanélküliség körükben. Egy szűk rétegük a szabad kereskedelem lehetőségeit kihasználva illetve illegális módszerekkel nagy vagyonokat halmozott fel. Ezek az újgazdagok pénzüket gyakran rongyrázó preztízsprojektekre költötték, ennek eredményeként épültek fel Románia-szerte a „cigánypaloták”. Ez a fényűzés éles kontrasztban állt a cigány társadalom szegénységével. Ezek a folyamatok hozzájárultak a többségi társadalom ellenszenvének növekedéséhez, egy 1994-ben végzett felmérés szerint a romániaiak 40%-a nagyon negatívan, 34%-a negatívan vélekedett a romákról, szemben a 19% pozitív és 2% nagyon pozitív véleménnyel. A kialakult feszültségek néhány esetben etnikai villongásokká, pogromokká fajultak, ilyen volt például az 1993-as hadrévi pogrom, ahol miután egy cigány megölt egy román fiatalt, a falu feldühödött magyar és román lakossága meglincselte az elkövetőt és megölt két másik romát is, majd felgyújtotta a cigánysor házait.

## Szociális helyzetük

### Oktatás
A romániai romák iskolázottsága jelentősen az országos átlag alatt van. Amíg a teljes romániai lakosság gyerekeinek 93.5%-át beíratják általános iskolába, a cigányoknál 70% ez az arány. Az életkor növekedésével párhuzamosan növekszik ez a különbség, a nyolc osztály elvégzése után csak 17%-uk megy tovább szakközépiskolába, vagy gimnáziumba. Saját bevallás alapján a 16 évnél idősebb roma népesség 25%-a analfabéta. Az állam számos eszközzel igyekszik javítani a helyzeten, 2007-ben betiltották az iskolai szegregációt, fenntartanak külön roma diákok számára helyeket az egyetemeken és 2005-ben elindították a hátrányos helyzetű diákokat támogató Második Esély programot.

### Lakhatás

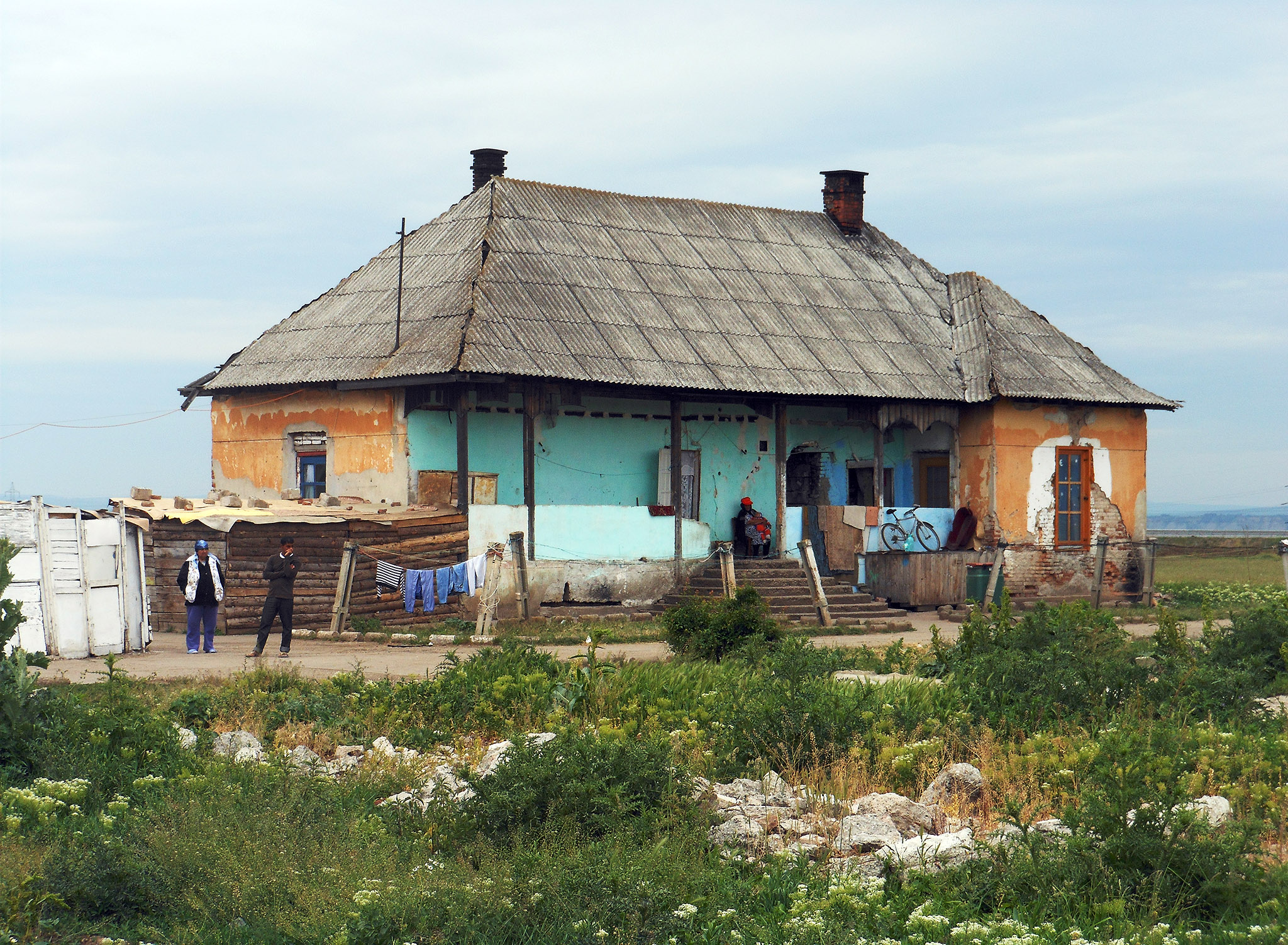
Cigány ház Romániában, 2013

A cigányok több mint fele vidéken él, egy 2020-as felmérés szerint nagyjából 60%-uk a települések szélén elhelyezkedő elzárt szegregátumokban lakik. Gyakori jelenség, hogy házaik rossz minőségű anyagokból épülnek és túlzsúfoltak. 2011-ben a roma otthonok alig 36%-a csatlakozott a vízhálózathoz. Az elektromosság bevezetése terén sokat javult a helyzet, amíg 2008-ban a házaik 84%-ába volt bekötve az áram, addig 2011-re ez az arány 91%-ra nőtt.

### Munkavállalás
Magas a munkanélküliségi ráta, alig 35%-uk foglalkoztatott a többségi társadalom 58%-os arányához képest. A helyzet kialakulásában közrejátszott az is, hogy a rendszerváltás után sokan elvesztették a termelőszövetkezetekben végzett munkájukat és sokszor diszkrimináció is sújtja őket a munkaerőpiacon. Jelenleg a foglalkoztatott romák mintegy 13%-a űzi családjának hagyományos kézműves vagy zenész mesterségét.

### Egészségügy
Romániában a gyermekek és a 26 évnél fiatalabb diákok számára ingyenes az egészségbiztosítás, a foglalkoztatottak számára pedig kötelező. Mivel a cigányok átlagosan hamarabb kikerülnek az iskolarendszerből és nagyobb a munkanélküliség körükben, kisebb az egészségügyileg biztosítottak aránya is, míg az országos átlag 97%, a romáknál csak 50% ez az arány. Ez is hozzájárul alacsonyabb várható élettartamukhoz, egyes vizsgált területeken a cigányok 10 évvel kevesebbet élnek, mint a többségi társadalom tagjai.

## Zene

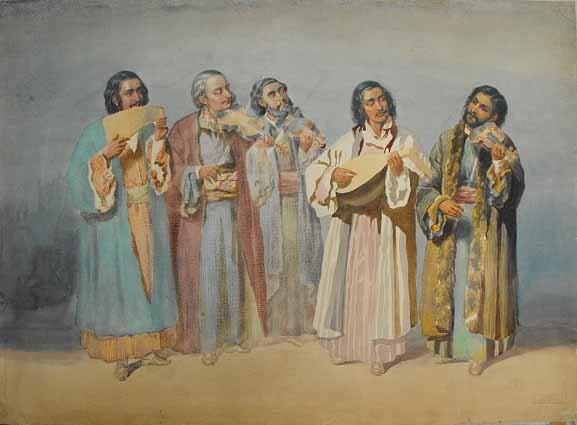
Cigány zenészek 1860-ban

A cigányok Európa többi részéhez hasonlóan Romániában is ismertek gazdag zenei kultúrájukról. A zenész cigányok rétegének elnevezése az országban lăutari, amely a román lant (lăută) szóból származik. 1558-ban említik őket először és eleinte elsősorban a hercegek és bojárok udvaraiban játszottak. Később a parasztság esküvőinek és temetéseinek is állandó szereplőivé váltak, a zenélés mellett történetek mesélésével és bűvésztrükkökkel is szórakoztatták az egybegyűlteket. Zenéjüket, a sokféle stílust felölelő muzica lăutarească-t rokoni alapon szerveződő kisebb csoportokban, úgy nevezett tarafokban adták elő. Jellemző hangszereik a pánsíp, a hegedű, a cimbalom, a harmonika és a városi zenészeknél a klarinét. A cigányzenekar hagyományosan többnyire férfiakból áll, a résztvevő nők általában énekesek. 
A Ceaușescu rezsim 1989-es bukása után a romániai cigány zene gyors fejlődésnek indult. Számos zenekaruk, például a Taraf de Haïdouks, a Fanfare Ciocărlia és a Mahala Raï Banda világszerte is híressé váltak a népszerűvé váló világzenének és balkáni zenének köszönhetően az 1990-es és 2000-es években.
Elsősorban szintén cigány előadók zenéje jelenleg a manele műfaja az országban, amely a régi török dalokat keveri a pop, a rock és a diszkózenével.

## Muszlim romák Dobrudzsában
A muszlim romák az oszmán idők óta éltek együtt Dobrudzsában a török és tatár kisebbségekkel.

## Demográfia

### Népességszám
A Ceaușescu-rendszer kezdete óta a romániai cigányok körében népességrobbanás zajlik, a születési arányszámok körükben sokkal magasabbak, mint a többségi társadalomban. Jellemző a fiatalkori gyermekvállalás, és az ENSZ 2017-es jelentése súlyos problémaként írja le a gyakori gyermekházasságokat a romák körében. A 2011-es népszámláláson 621 573-en vallották magukat cigánynak, azonban a legtöbb forrás egyetért abban, hogy ennél jelentősen magasabb a számuk. 2020-ban a kolozsvári Nemzeti Kisebbségkutató Intézet egy országos szinten reprezentatívnak mondható felmérést végzett SocioRoMap néven, amelynek során az önkormányzatok szociális osztályainak becsléseit, adatait gyűjtötték össze. Ennek alapján a romák száma nagyjából 1,2 millió fő, az ország lakosságának 6%-a.

### Nyelv
A romániai cigányok közül a 2011-es népszámlálás adatai szerint saját bevallás alapján 40%-uk, 245 677 fő beszélt anyanyelvi szinten az indoeurópai nyelvcsalád indoiráni ágához tartozó cigány nyelven, ez a szám 2021-re 199 050-re (33%-ra) csökkent. Egyes becslések ennél jelentősen magasabbra, 2011-ben mintegy 500 000 főre tették a beszélők számát, de abban egyetértenek a források, hogy gyors csökkenés zajlik, a romák átveszik a többségi román vagy magyar közösség nyelvét. A romániai cigányok 61%-a román anyanyelvű, 8-9%-uk pedig magyarajkú. Egy 2021-ben végzett kutatás szerint a többségük támogatja a cigány nyelv revitalizációját, de úgy vélik, hogy nem nélkülözhetetlen eleme a roma identitásnak.

### Vallás
A 2011-es népszámlálás szerint a cigányok 69,9%-a román ortodox, 18,4% pünkösdi-karizmatikus, 3,8% római katolikus, 3% református, 1,1% görög katolikus, 0,9% baptista, 0,8% hetednapi adventista és van egy apró evangélikus és dobrudzsai muszlim közösségük is.

### Területi eloszlás

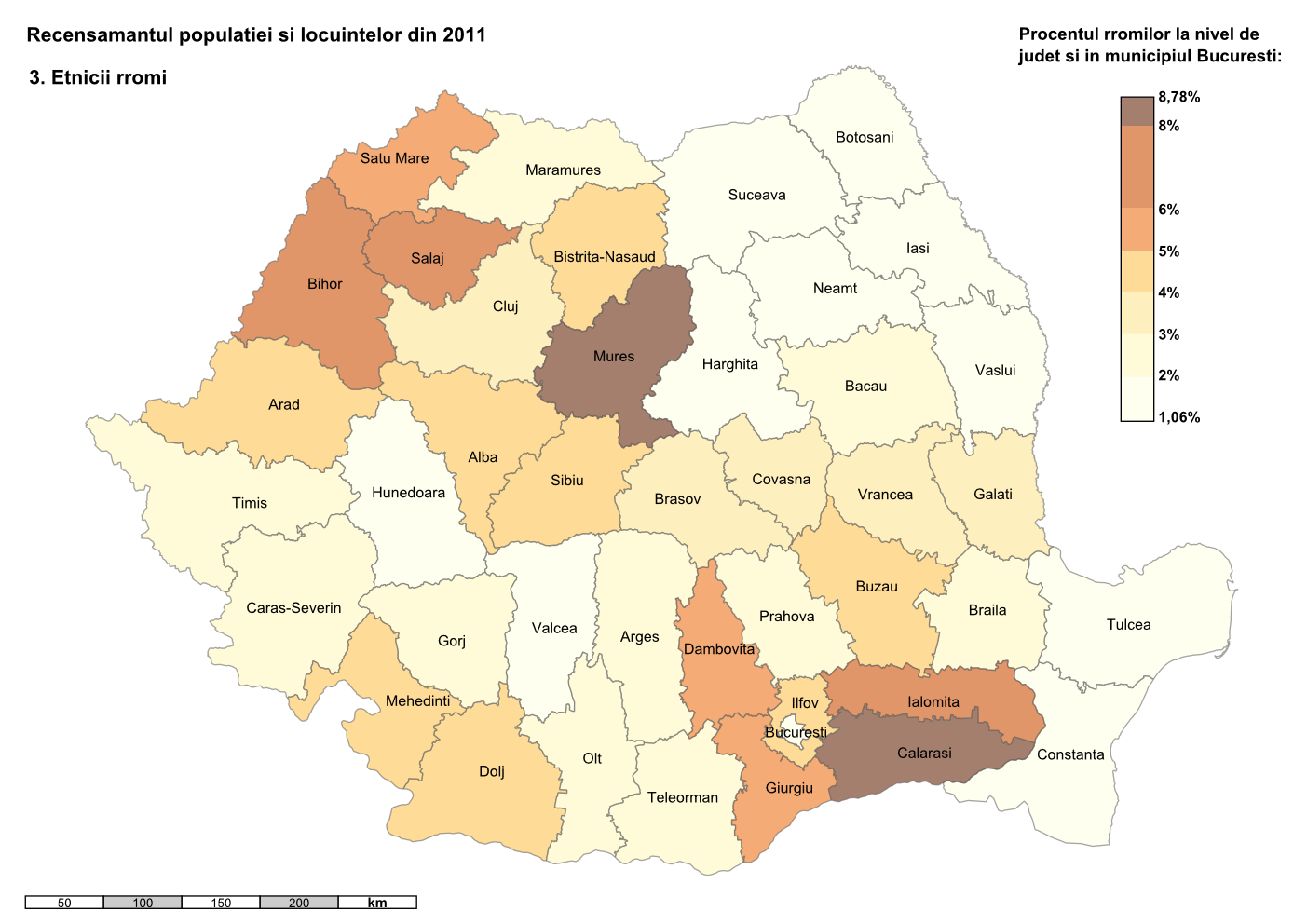
A romák aránya megyénként

| Megye            | Címer | Arányuk | Cigány népesség (2011-es népszámlálás) | A cigány lakosság nyelvi megoszlása | A cigány lakosság nyelvi megoszlása | A cigány lakosság nyelvi megoszlása |
| Megye            | Címer | Arányuk | Cigány népesség (2011-es népszámlálás) | Cigány                              | Román                               | Magyar                              |
| ---------------- | ----- | ------- | -------------------------------------- | ----------------------------------- | ----------------------------------- | ----------------------------------- |
| Fehér            |       | 4,17%   | 14 292                                 | 24%                                 | 75%                                 | 1%                                  |
| Arad             |       | 4,04%   | 16 526                                 | 43%                                 | 54%                                 | 3%                                  |
| Argyas           |       | 2,69%   | 16 476                                 | 9%                                  | 91%                                 | 0%                                  |
| Bákó             |       | 2,48%   | 15 284                                 | 59%                                 | 40%                                 | 1%                                  |
| Bihar            |       | 6,02%   | 34 640                                 | 53%                                 | 12%                                 | 35%                                 |
| Beszterce-Naszód |       | 4,17%   | 11 937                                 | 27%                                 | 72%                                 | 1%                                  |
| Botoșani         |       | 1,01%   | 4 155                                  | 60%                                 | 40%                                 | 0%                                  |
| Brassó           |       | 3,37%   | 18 519                                 | 15%                                 | 84%                                 | 1%                                  |
| Brăila           |       | 2,66%   | 8 555                                  | 32%                                 | 68%                                 | 0%                                  |
| Bukarest         |       | 1,27%   | 23 973                                 | 15%                                 | 85%                                 | 0%                                  |
| Buzău            |       | 4,51%   | 20 376                                 | 44%                                 | 56%                                 | 0%                                  |
| Krassó-Szörény   |       | 1,70%   | 7 272                                  | 76%                                 | 22%                                 | 2%                                  |
| Călărași         |       | 7,48%   | 22 939                                 | 19%                                 | 81%                                 | 0%                                  |
| Kolozs           |       | 3,26%   | 22 531                                 | 34%                                 | 59%                                 | 7%                                  |
| Constanța        |       | 1,25%   | 8 554                                  | 40%                                 | 60%                                 | 0%                                  |
| Kovászna         |       | 3,93%   | 8 267                                  | 1%                                  | 29%                                 | 70%                                 |
| Dâmbovița        |       | 5,27%   | 27 355                                 | 28%                                 | 72%                                 | 0%                                  |
| Dolj             |       | 4,52%   | 29 839                                 | 70%                                 | 30%                                 | 0%                                  |
| Galați           |       | 3,17%   | 16 990                                 | 59%                                 | 41%                                 | 0%                                  |
| Giurgiu          |       | 5,41%   | 15 223                                 | 35%                                 | 65%                                 | 0%                                  |
| Gorj             |       | 1,96%   | 6 698                                  | 46%                                 | 54%                                 | 0%                                  |
| Hargita          |       | 1,71%   | 5 326                                  | 21%                                 | 0%                                  | 79%                                 |
| Hunyad           |       | 1,79%   | 7 475                                  | 16%                                 | 81%                                 | 3%                                  |
| Ialomița         |       | 5,21%   | 14 278                                 | 80%                                 | 20%                                 | 0%                                  |
| Iași             |       | 1,46%   | 11 288                                 | 64%                                 | 46%                                 | 0%                                  |
| Ilfov            |       | 4,02%   | 15 634                                 | 22%                                 | 78%                                 | 0%                                  |
| Máramaros        |       | 2,55%   | 12 211                                 | 53%                                 | 41%                                 | 6%                                  |
| Mehedinți        |       | 4,11%   | 10 919                                 | 58%                                 | 42%                                 | 0%                                  |
| Maros            |       | 8,52%   | 46 947                                 | 49%                                 | 21%                                 | 30%                                 |
| Neamț            |       | 1,36%   | 6 398                                  | 54%                                 | 46%                                 | 0%                                  |
| Olt              |       | 2,18%   | 9 504                                  | 39%                                 | 61%                                 | 0%                                  |
| Prahova          |       | 2,33%   | 17 763                                 | 25%                                 | 75%                                 | 0%                                  |
| Szilágy          |       | 6,69%   | 15 004                                 | 49%                                 | 41%                                 | 10%                                 |
| Szatmár          |       | 5,05%   | 17 388                                 | 13%                                 | 12%                                 | 75%                                 |
| Szeben           |       | 4,52%   | 17 946                                 | 19%                                 | 80%                                 | 1%                                  |
| Suceava          |       | 1,92%   | 12 178                                 | 27%                                 | 73%                                 | 0%                                  |
| Teleorman        |       | 2,16%   | 8 198                                  | 56%                                 | 44%                                 | 0%                                  |
| Temes            |       | 2,12%   | 14 525                                 | 59%                                 | 40%                                 | 1%                                  |
| Tulcea           |       | 1,61%   | 3 423                                  | 39%                                 | 61%                                 | 0%                                  |
| Vâlcea           |       | 1,87%   | 6 939                                  | 30%                                 | 70%                                 | 0%                                  |
| Vaslui           |       | 1,50%   | 5 913                                  | 51%                                 | 49%                                 | 0%                                  |
| Vrancea          |       | 3,52%   | 11 966                                 | 53%                                 | 47%                                 | 0%                                  |
| Összesen         |       | 3,3%    | 621,573                                |                                     |                                     |                                     |